# Шоссе (фильм, 1996)
«Шоссе» (англ. Freeway) — американский триллер 1996 года с Риз Уизерспун и Кифером Сазерлендом в главных ролях. Режиссёр и автор сценария — Мэттью Брайт.

## Сюжет
Ванесса Латц — неграмотная, бедная девушка-подросток, живущая в трущобах Лос-Анджелеса. После ареста матери по обвинению в проституции и отчима-сутенёра, она убегает от социального работника на украденной машине, чтобы остаться с бабушкой в Стоктоне, Калифорния. Перед отъездом в Стоктон Ванесса прощается со своим парнем, и он на прощанье ей дарит заряженный пистолет. Боб Вулвертон, серийный убийца и насильник, известный как «убийца I-5», подбирает её, когда машина Ванессы ломается, и обещает подвезти её к бабушке.
Представившись девушке психологом, Боб заставляет Ванессу рассказать ему о своей полной боли жизни, в том числе о том, что её мать занимается проституцией, и об отчиме, склонном к сексуальному насилию над детьми. В один момент Ванесса показывает Бобу фотографию своего биологического отца. Использованное фото на самом деле — фото убийцы Ричарда Спека. Боб в конечном счёте раскрывает свои истинные намерения и пытается убить Ванессу. Несмотря на запертые изнутри двери автомобиля Ванесса стреляет в него несколько раз, и ей удаётся сбежать.
Её быстро арестовывают, и двое детективов ведут допрос, вменяя ей угон автомобиля, несмотря даже на то, что Ванесса настаивала на том, что Боб пытался убить её и рассказывал о других убийствах. Боб выживает, но пули сделали его инвалидом. Он потерял глаз, а лицо было изуродовано. Ванесса идет под суд, где все поначалу верят в то, что Боб — невинная жертва, коей он и хочет всем казаться. Ванесса попадает в тюрьму, а Боба и его жену, светскую львицу, которая и не догадывается о преступлениях Боба, чествуют как героев.
Ванесса, вначале напуганная, в конечном счете находит себе подруг в тюрьме: Ронду, употребляющую героин лесбиянку, и Мескиту, испанку, главаря банды, которая и помогает ей бежать.
Тем временем детективы заново пересмотрели имеющиеся доказательства, и начали подозревать, что Ванесса говорит правду. Затем они обыскали дом Вулвертонов, где обнаружили в пристройке множество порнографических материалов и части тел. Поняв, кем является её муж, жена Вулвертона совершает самоубийство, после того, как выказала недоверие относительно того, что Боб скрывал наличие у него детской порнографии.
Приехав домой как раз вовремя, для того чтобы увидеть полицейские машины у своего дома, Боб Вулвертон запаниковал, и поехал к дому бабушки Ванессы. (Во время первой встречи с Ванессой он, очевидно, присвоил себе фото её бабушки, с адресом написанным на обороте).
Изображая проститутку, Ванесса тем временем крадёт машину у предполагаемого клиента и тоже приезжает к дому бабушки (без корзины, которая была у неё ранее). Ванесса находит Вулвертона, который убил бабушку и притворился ею, спрятавшись под одеялом, подобно волку из сказки про Красную Шапочку. Ванесса, узнав Вулвертона, спрашивает, почему у бабушки такие большие зубы, и оказывается, что Вулвертон вооружён. После ожесточённой борьбы, Ванесса убивает его. Детективы, оказавшиеся снаружи, в конечном счете, предположительно, реабилитируют Ванессу.
В целом всё путешествие главной героини в красной юбочке с корзинкой в руках к своей бабушке по дороге, на которой встречается Вулвертон (фамилия серийного убийцы образована от слова «волк»), является аллюзией на сюжет Красной Шапочки. В иллюстрациях, показанных во время начальных титров, также присутствует волк, собирающийся съесть героинь фильма.

## В ролях
- Риз Уизерспун — Ванесса Латц
- Кифер Сазерленд — Боб Вулвертон
- Вольфганг Бодисон — детектив Майк Брир
- Дэн Хедайя — детектив Гарнет Уолес
- Аманда Пламмер — Рамона Латц
- Брук Шилдс — Мими Вулвертон
- Майкл Терри Вайс — Ларри
- Боким Вудбайн — Чоппер Вуд
- Гильермо Диас — Флэкко
- Бриттани Мёрфи — Ронда
- Аланна Юбак — Мескита
- Сьюзен Барнс — миссис Коллинз
- Кончата Феррелл — миссис Щитс
- Тара Сабкоф — Шерон
- Джули Эраског — прокурор
- Лорна Рейвер — судья
- Пол Перри — полицейский № 1

## Реакция кинокритиков
Кинокритик Роджер Эберт дал фильму «Шоссе» три с половиной звезды из четырёх и сказал: «Любите это или ненавидьте (или делаете и то, и другое одновременно), вы должны восхититься умением и наивысшей виртуозностью Риз Уизерспун и Кифера Сазерленда».
Кинокритик Джо Болтэйк из The Sacramento Bee дал фильму «Шоссе» четыре звезды из четырёх и назвал его «дикий, смелый двигатель — в привлекательности, которая берет „высокое“ от 'интеллектуального' и „низкое“ от 'самых низов' и смешивает это подобно коктейлю».
Кинокритик Мик ЛаСалль из San Francisco Chronicle дал фильму «Шоссе» четыре звезды из четырёх и сказал, что это было «грубо в том виде, в которым правда жизни груба — только более забавно».
Фильм получил «Два поднятых больших пальца» на шоу «В кино с Эбертом и Рёпером». Роджер Эберт начал с того, что игра Риз Уизерспун была «великолепной» и добавил «Кифер Сазерленд уравновешивает это, вдохновенно играя злодея». Он также сказал, что фильм наполнен «хорошей актерской игрой». Он закончил, описывая фильм как «навязчиво смотрибельный» и отметил, что игра Риз Уизерспун обещает выдающуюся карьеру. Джин Сискел полностью согласился с Эбертом и прокомментировал, как игра актеров затрагивает правильные нотки души. Единственный недостаток, который они отметили в фильме, был тот, что происходящее на экране было иногда «слишком симпатично», но заявили, что это был «хороший фильм».

## История цензурирования
- Первоначально фильм получил рейтинг NC-17 от MPAA из-за выразительных средств изображения. Он был обрезан, чтобы получить рейтинг R. Цензурированная версия была выпущена для показа кинотеатрах также как и на VHS и DVD.
- Версия для США с рейтингом R фильма «Шоссе» вначале не была классифицирована Австралийским Офисом по Классификации Литературы и Кинофильмов. Две сцены были удалены — явный оскорбительный диалог на тему сексуального насилия между Бобом и Ванессой во время автомобильной поездки на шоссе I-5. Также был удален средний план мертвой бабушки Ванессы к концу фильма — перед тем как фильм был классифицирован австралийским цензурным ведомством как подходящий под рейтинг R18+.
- Версия для Великобритании (Регион 2) с сертификатом 18 фильма «Шоссе» длиной всего 98 минут против 102-минутной версии для США (Регион 1) с рейтингом R.